# Shahu, Guangdong
Shahu (kinesiska: 沙湖) är en köping i sydöstra Kina. Den ligger i Enping i staden Jiangmen i provinsen Guangdong, omkring 120 kilometer sydväst om provinshuvudstaden Guangzhou. Antalet invånare är 56 217. Befolkningen består av 27 203 kvinnor och 29 014 män. Barn under 15 år utgör 13,0 %, vuxna 15-64 år 74 %, och äldre över 65 år 11,0 %.